# The Darkest Sword
Pour plus de détails, voir Fiche technique et Distribution.
The Darkest Sword (黑劍鬼驚天 soit Hei jian gui jing tian) est un film dramatique hongkongais réalisé par Lung Chien et sorti en 1970.

## Synopsis
Tun-Shan est triste pour d'avoir tué involontairement un adversaire et ne veut plus se battre. Ensuite, il détruit son épée. Pendant ce temps, Su-Chen, amoureuse de lui, le convainc de recommencer à se battre.

## Fiche technique
- Titre : The Darkest Sword
- Titre original : 黑劍鬼驚天 (Hei jian gui jing tian)
- Réalisation : Lung Chien
- Scénario : Ge Tien
- Musique : Eddie Wang
- Photographie :
- Montage :
- Pays d'origine : Taiwan
- Langue originale : mandarin
- Format : couleur
- Genre :  Action et drame
- Durée : 91 minutes
- Dates de sortie :
  - Hong Kong : 1970

## Distribution
- Ching-Ching Chang
- Pin Chiang
- Yuan Yi
- Ming-Ming Hsiao
- Min-Hsiung Wu